# NGC 7793
NGC 7793 est une galaxie spirale relativement rapprochée et située dans la constellation du Sculpteur. Sa vitesse par rapport au fond diffus cosmologique est de −53 ± 20 km/s. La base de données NASA/IPAC indique que la distance de Hubble ne n'applique pas (N/A), mais 49 mesures indépendantes du décalage vers le rouge (redshift) donne une distance de 3,833 ± 0,627 Mpc (∼12,5 millions d'al).  
NGC 7793 a été découverte par l'astronome écossais James Dunlop en 1826. Elle fut également découverte indépendamment par l'astronome américain George Bond le 7 novembre 1850. 
La classe de luminosité de NGC 7793 est IV et elle présente une large raie HI. De plus, elle renferme des régions d'hydrogène ionisé (HII). 

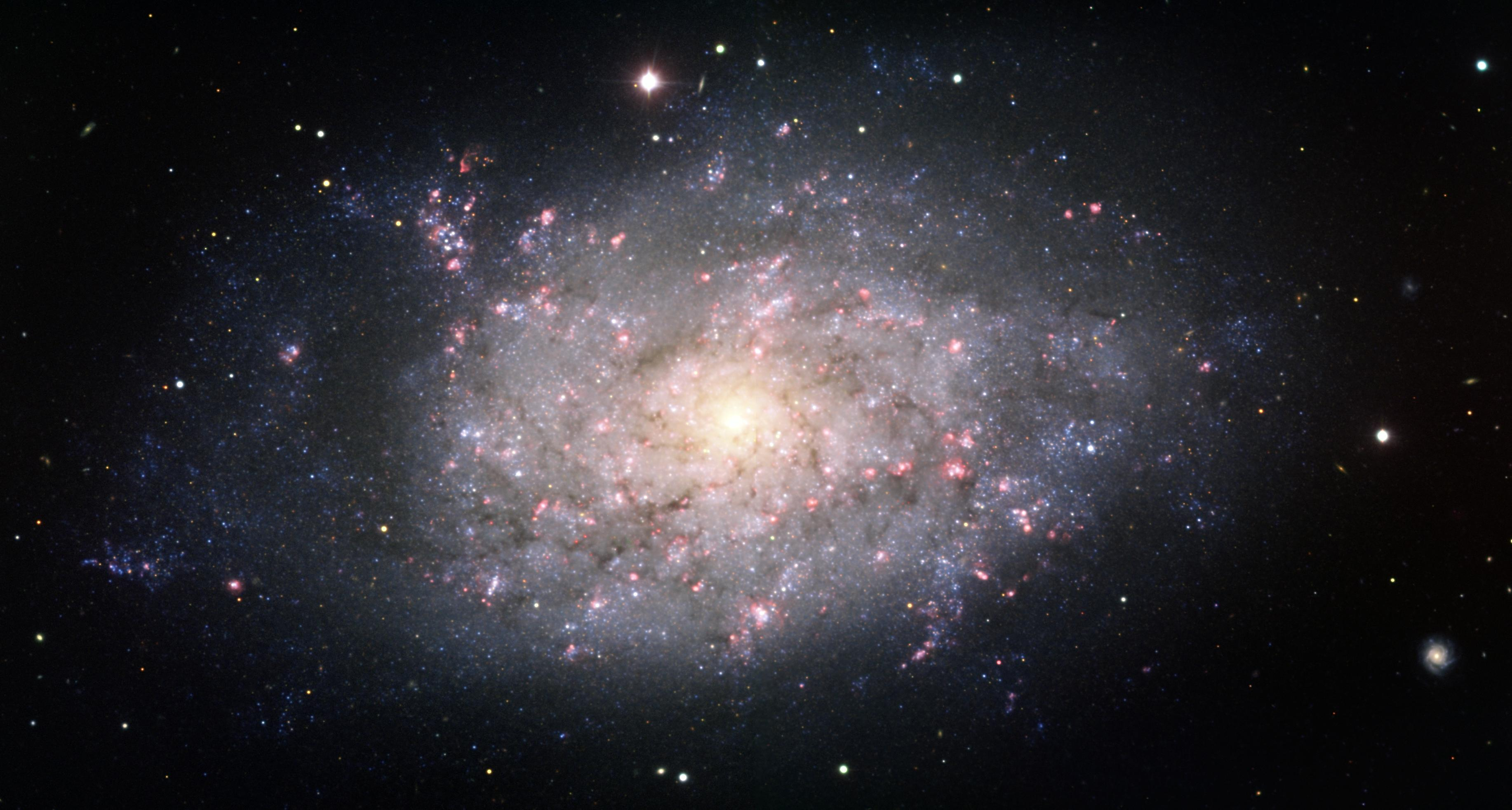
Vue d'ensemble de NGC 7793 par le Très Grand Télescope (VLT).

## Caractéristiques
Une des particularités de NGC 7793, découverte à la suite d'études basées sur des observations du télescope spatial Chandra jusqu'en 2011, est que cette dernière abrite 22 sources émettant le rayonnement X. De surcroît, la distribution de ces sources n'est pas symétrique : la majorité est située du côté est de la galaxie. Cette répartition particulière pourrait être le fruit d'une interaction gravitationnelle entre NGC 7793 et une galaxie proche.  

### Binaire à rayons X
Fin 2014, le télescope spatial Swift découvrit dans NGC 7793 que la luminosité d'un système binaire à rayons X avait fortement augmenté par rapport à une précédente observation de ce système, l'année précédente. Depuis, il est considéré comme étant une source de rayon X ultralumineuse (ULX).
Ce système binaire est en fait composé d'un trou noir, d'une masse relativement faible estimée entre 5 et 15 M☉, et d'une étoile massive que l'on pense être une étoile à neutrons, d'une masse estimée entre 18 et 23 M☉. Leur période orbitale est d'environ 64 jours.

### Microquasar
En 2010, une étude annonça la découverte d'un microquasar au sein du disque stellaire de NGC 7793. Bien que de nombreux quasars de taille classique soient bien connus au cœur d'autres galaxies, il est inhabituel de trouver un quasar dans le disque d'une galaxie plutôt qu'en son centre. Le microquasar de NGC 7793 semble être entouré d'une vaste nébuleuse ionisée et possède deux lobes radio proéminents, créés par les puissants jets sortant du trou noir, source de rayonnement du quasar.

## Supernova
La supernova SN 2008bk a été découverte dans NGC 7793 le 25 mars 2008 par l'astronome amateur sud-africain Berto Monard. D'une magnitude apparente de 12,6 au moment de sa découverte, elle était de type II.

## Groupe du Sculpteur
NGC 7793 est un membre du groupe du Sculpteur (dit aussi filament du Sculpteur), l'un des groupes de galaxies les plus proches du notre, le groupe local,.

## Galerie

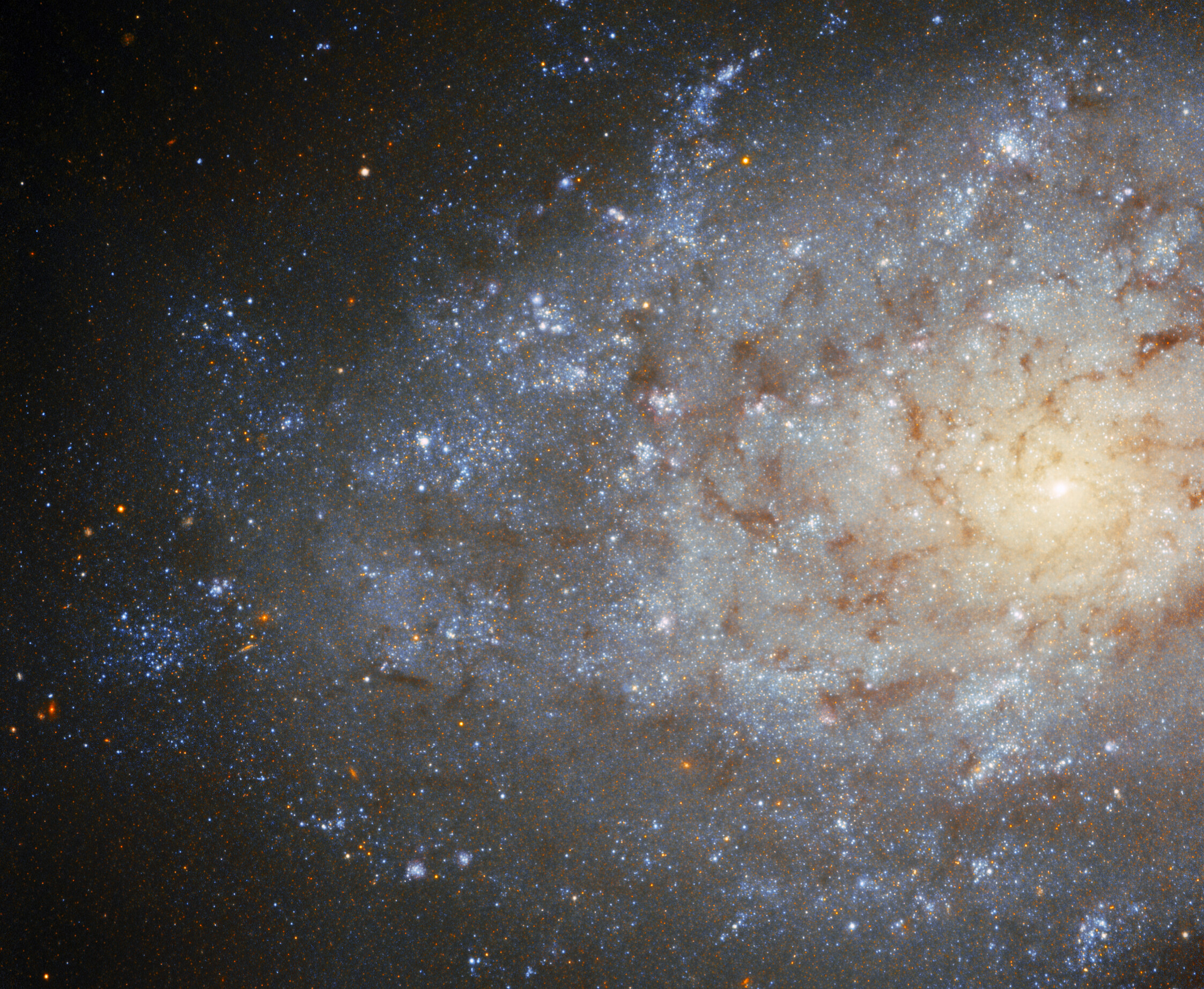
Autre version de NGC 7793 par le télescope spatial Hubble.
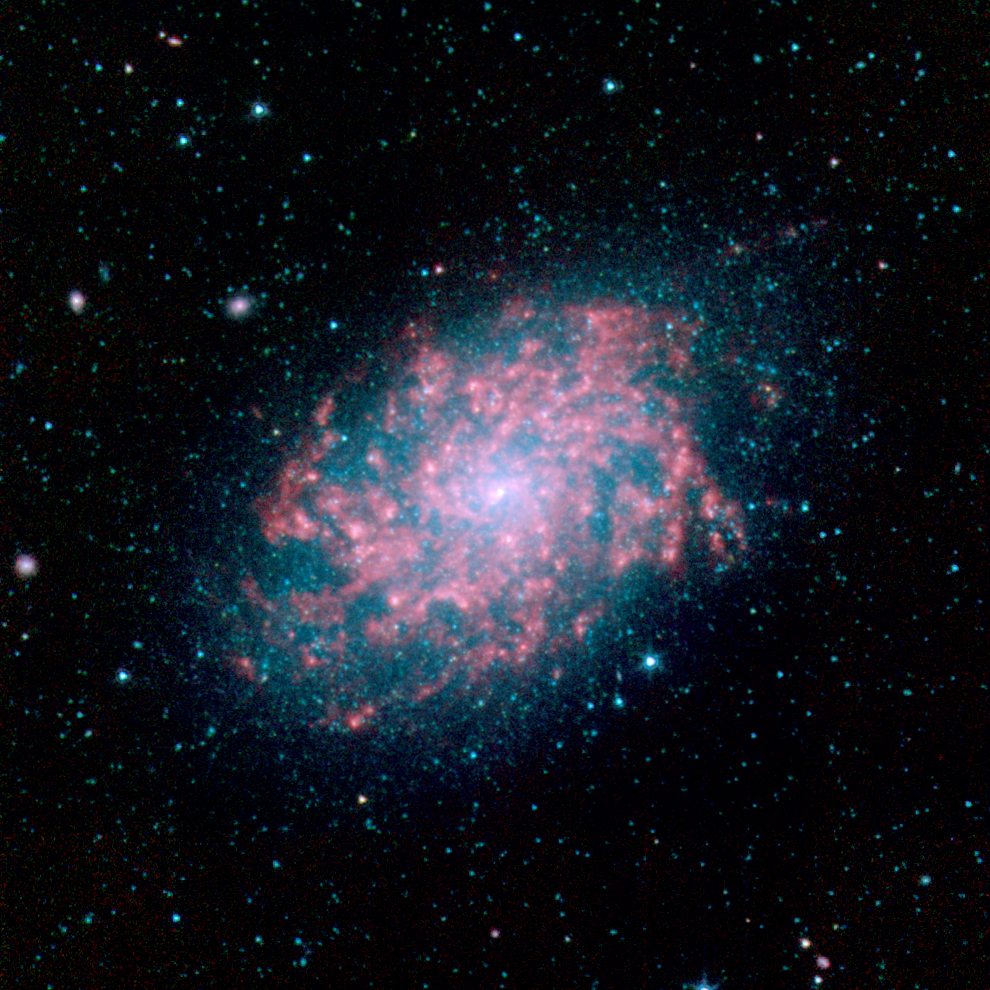
NGC 7793 vue dans le domaine des infrarouges par le télescope spatial Spitzer.
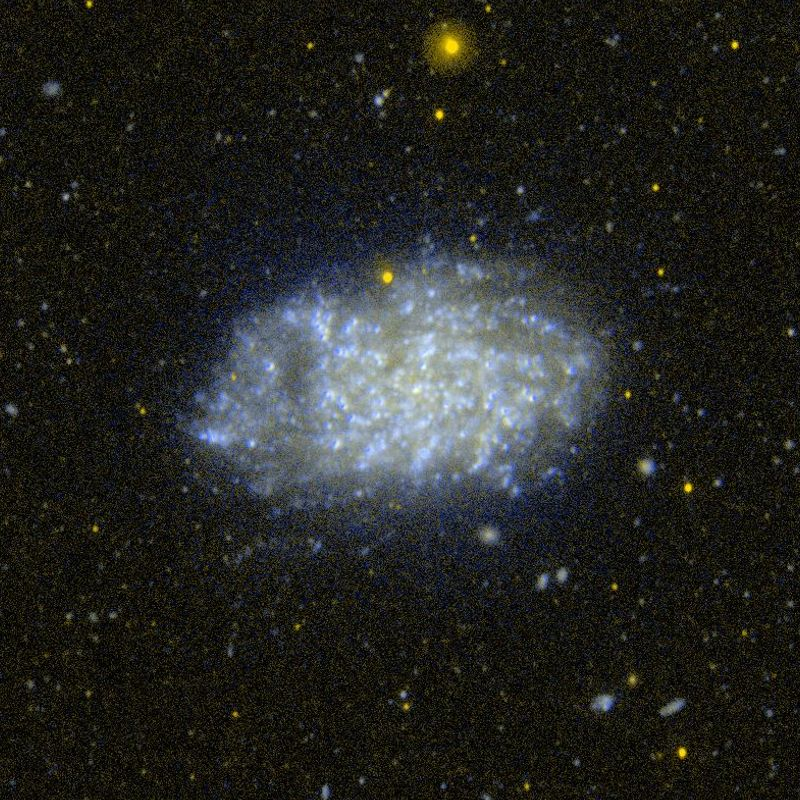
NGC 7793 vue dans le domaine des ultraviolets par le télescope spatial GALEX.